# أنطونيو بينيدا
أنطونيو بينيدا (بالإسبانية: Antonio Pineda)‏ هو عالم نبات إسباني، ولد في 17 يناير 1751 في غواتيمالا في غواتيمالا، وتوفي في 23 يونيو 1792 في Badoc ‏ في الفلبين.